# Karl Kainberger
Karl Kainberger (Salzburg, 1 de dezembro de 1912 - 17 de dezembro de 1997) foi um futebolista austríaco, medalhista olímpico.

## Carreira
Karl Kainberger fez parte do elenco medalha de prata, nos Jogos Olímpicos de 1936.